# برنارد مارشان
برنارد مارشان هو عداء سريع سويسري، (و. 1912 – 2000 م).

## وصلات خارجية
- برنارد مارشان على موقع أوليمبيديا (الإنجليزية)